# Xolostitla de Morelos
Xolostitla de Morelos är en ort i Mexiko.   Den ligger i kommunen Epazoyucan och delstaten Hidalgo, i den sydöstra delen av landet, 90 km nordost om huvudstaden Mexico City. Xolostitla de Morelos ligger 2 478 meter över havet och antalet invånare är 1 179.
Terrängen runt Xolostitla de Morelos är kuperad. Runt Xolostitla de Morelos är det ganska tätbefolkat, med 58 invånare per kvadratkilometer. Närmaste större samhälle är Pachuca de Soto, 11,4 km nordväst om Xolostitla de Morelos. I omgivningarna runt Xolostitla de Morelos växer i huvudsak blandskog.